# Шовкопляси (Харківський район)
Шовкопля́си — село в Україні, у Дергачівській міській громаді Харківського району Харківської області. До 2020 орган місцевого самоврядування — Дергачівська міська рада.
Населення становить 192 особи.

## Географія
Село Шовкопляси знаходиться на правому березі річки Лопань, нижче за течією за 2 км — місто Дергачі, на протилежному березі село Безруки, до села примикає невеликий лісовий масив (дуб), поряд з селом проходить автомобільна дорога Т 2103.

## Історія
Село засноване в 1680 році.
За даними на 1864 рік на казенному хуторі Деркачівської волості Харківського повіту мешкало 56 осіб (29 чоловічої статі та 27 — жіночої), налічувалось 8 дворових господарств.
12 червня 2020 року, розпорядженням Кабінету Міністрів України № 725-р «Про визначення адміністративних центрів та затвердження територій територіальних громад Харківської області», увійшло до складу Дергачівської міської громади.
19 липня 2020 року, в результаті адміністративно-територіальної реформи та ліквідації Дергачівського району, село увійшло до складу Харківського району.